# أنجيلا إتوندي إسامبا
أنجيلا إتوندي إسامبا (بالفرنسية: Angèle Etoundi Essamba) هي مصوره محترفه كاميرونية ولدت في دوالافي عام 1962.

## السيرة الذاتية
انتقلت أنجيلا إلى باريس في سن العاشرة، ودرست الفنون الجميلة في المدرسة الهولندية المهنية للتصوير الفوتوغرافي في لاهاي .

## المعارض
أنجيلا أظهرت أعمالها في العديد من المعارض منها : بينالي هافانا (1994) وهو أحد أهم الأحداث الفنية في العالم. ، ومعرض فينيسيا (1994) ، و مهرجان القارات الثلاث في نانت (1996) ، وبينالي داكار (2008) وهو أحد الاحداث الرئيسية للفن الأفريقي المعاصر المخصص حصريًا للفنانين الذين يعيشون داخل وخارج القارة الأفريقية .